# Comuna Dereneu, Călărași
Comuna Dereneu este o comună din raionul Călărași, Republica Moldova. Este formată din satele Dereneu (sat-reședință), Bularda și Duma.

## Demografie
În comuna Dereneu au fost înregistrate 587 de gospodării casnice în anul 2004, iar mărimea medie a unei gospodării era de 2.3 persoane.
 La recensământul din 2004 erau 1.372 de locuitori.

## Administrație și politică
Componența Consiliului local Dereneu (9 consilieri), ales la 5 noiembrie 2023, este următoarea:
|  | Partid                                       | Consilieri | Componență | Componență | Componență | Componență | Componență | Componență |
|  | -------------------------------------------- | ---------- | ---------- | ---------- | ---------- | ---------- | ---------- | ---------- |
|  | Partidul Socialiștilor din Republica Moldova | 6          |            |            |            |            |            |            |
|  | Partidul Acțiune și Solidaritate             | 3          |            |            |            |            |            |            |